# Al-Yamun
Al-Yamun (en árabe: اليامون) es una ciudad palestina ubicada a nueve kilómetros al oeste de Jenin en la Gobernación de Yenín, en el norte de Cisjordania. Al-Yamun consta de aproximadamente 20.000 dunams, de los cuales 1.300 dunams se construyeron urbanizada.
Según la Oficina Central de Estadísticas de Palestina, la ciudad tenía una población de 16.383 habitantes en el censo de 2007. La población está formada principalmente por un número de familias como Frihat, Khamaysa, Samudi, Hushiya, Abu al-Hija, Samara 'Abahra, Zaid, Jaradat y Nawhda.
El 29 de octubre de 2008, Muhammad 'Abahra, un agricultor de la ciudad fue asesinado por las Fuerzas de Defensa de Israel (FDI). 'Abahra tenía una escopeta en su poder que conduce a las FDI a creer que él despediría a ellos. 'El hijo de Abahra, sin embargo, alegó que su padre estaba cuidando a las ovejas de unos presuntos ladrones.